# Holešovs flygplats
Holešovs flygplats var en flygplats vid Holešov i Tjeckien, i drift under åren 1953–2009. Den låg i den östra delen av landet, 240 km öster om huvudstaden Prag. Flygplatsområdet ligger 224 meter över havet.